# Чозениевый лес

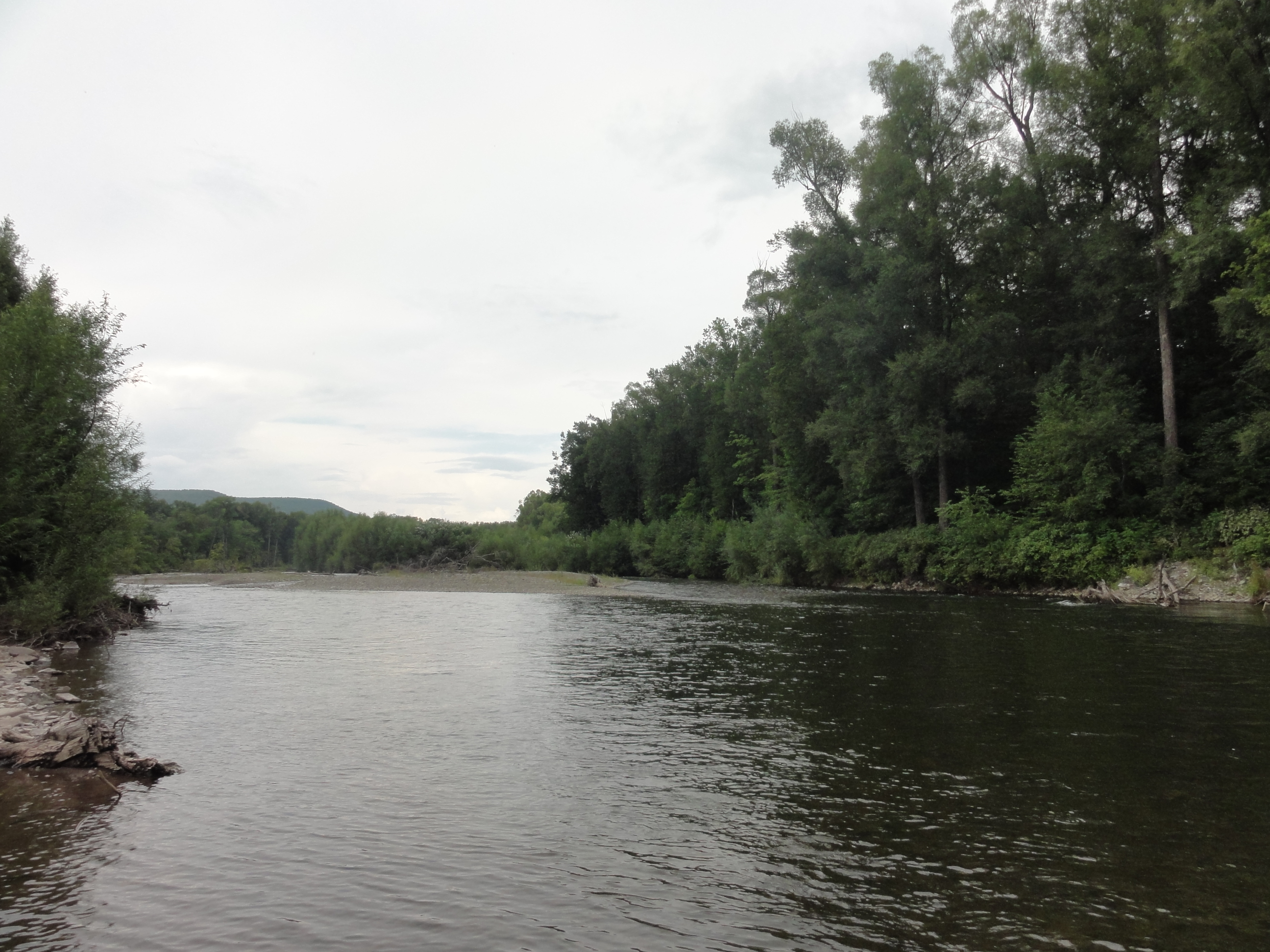
Чозениевый лес, произрастающий у низовья реки Дагды

Чозе́ниевый лес, или чозе́нник — лес, главной лесообразующей породой которого является чозения.
Чозениевые леса отличаются разнообразием типологического состава. Нередко они образуют лесные массивы с примесью тополя.

## Распространение
Ареал вида простирается на Центральную и Восточную Азию, охватывая северо-восточную часть Китая, Корейский полуостров и Японию. На территории России произрастает в Сибири (восточнее реки Лена), на Дальнем Востоке, Камчатке и Сахалине.

## Экология
Лесные насаждения из чозении выполняют берегоукрепительную и рыбоохранную функцию, способствуют возобновлению и росту иных древесных пород (например, лиственницы, ели и прочих), аккумулируют мелкозём при паводках, а также обеспечивают облесение пойм горных рек.

## Значение
Древесина чозении активно применяется в качестве сырья для целлюлозно-бумажной промышленности, а также используется в качестве топлива.